# حويصلة بصرية
تبدأ عين الإنسان في التطوّر كزوج ردوب (جيوب صغيرة) تنشأ من الجوانب الجانبية للدماغ الأمامي. تتخذ هذه الردوب شكلها قبل انغلاق الطرف الأمامي للصفيحة القاعدية؛ بعد انغلاق الأنبوب، يتغير اسم الردوب ليصبح «حويصلات بصرية».
تتجه الحويصلات البصرية نحو جانبيّ الرأس، وتتوسع أطرافها لتشكّل كأساً جوفاء، في حين يبقى الجزء الداني ضيقاً ويشكّل ساقاً بصرية.

## صور إضافية

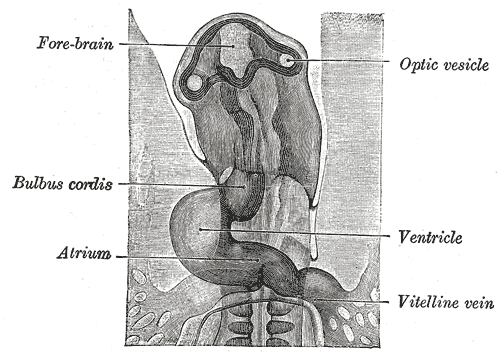
رأس جنين صوص عمره ثمانية وثلاثين ساعة، كما يبدو من سطحٍ بطني. X26

## وصلات خارجية
- eye-012 — صور للجنين مصدرها جامعة كارولاينا الشمالية
- Overview at vision.ca
- Overview at temple.edu نسخة محفوظة 17 يوليو 2006 على موقع واي باك مشين.